# ميخائيل ريتشارد بيل
ميخائيل ريتشارد بيل هو دبلوماسي كندي، ولد في 27 يناير 1939.